# أوغستس جيلكريست
أوغستس جيلكريست (بالإنجليزية: Augustus Gilchrist)‏ مواليد 15 أكتوبر 1989 في ماريلند، هو لاعب كرة سلة أمريكي. بدأ مسيرته الاحترافية في سنة 2012. يبلغ طوله 6 قدم 10 بوصة (2.1 م). لعب مع آيوا إنرجي في دوري الرابطة الوطنية لفئة التطوير وفيرتوس بالاكانسترو بولونيا في ليغا باسكيت الدرجة الأولى.

## روابط خارجية
- أوغستس جيلكريست على موقع كرة السلة الأوروبية.كوم (الإنجليزية)
- أوغستس جيلكريست على موقع كلية كرة السلة في سبورتس رفرنس.كوم (الإنجليزية)
- أوغستس جيلكريست على موقع ريلجم (الإنجليزية)
- أوغستس جيلكريست على موقع بروبوليرز (الإنجليزية)
- أوغستس جيلكريست على موقع سبورتس رفرنس (الإنجليزية)
- أوغستس جيلكريست على موقع سبورتس رفرنس (الإنجليزية)